# St. Catharines Roma Wolves
St. Catharines Roma Wolves  is een Canadese voetbalclub uit St. Catharines in Ontario.
De club werd in 1977 opgericht. De clubkleuren zijn donderrood en wit, gelijkaardig aan die van de beroemde Italiaanse club AS Roma.
De club speelde in 1978 in de National Soccer League. Tot 1994 heette de club St. Catherines Roma. In 1995 werd de naam St. Catherines Wolves aangenomen en een jaar later St. Catherines Roma Wolves.

## Erelijst
Landskampioen
1995, 1997, 1998, 2001